# Бульвар Калпака
Бульвар Ка́лпака (латыш. Kalpaka bulvāris) — улица в исторической части Риги, расположенная в Центральном и Северном районах города. Пролегает в северо-западном направлении вдоль двух городских парков — Эспланада и Кронвалда. Застройка бульвара сложилась во второй половине XIX века; большинство зданий являются памятниками архитектуры.

## Расположение
Бульвар Калпака расположен в историческом центре города, в поясе бульваров, охватывающем Старый город. Начинается как продолжение улицы Меркеля после её пересечения с бульваром Бривибас и пролегает в северо-западном направлении до перекрёстка улиц Элизабетес, Стрелниеку и Пулквежа Бриежа. Улица Кришьяня Валдемара делит бульвар на две части, из которых юго-восточная относится к Центральному району города, а северо-западная — к Северному району.
Нумерация домов чётной и нечётной стороны бульвара Калпака ведётся в противоположных направлениях (чётная сторона — от бульвара Бривибас, а нечётная — от улицы Элизабетес).

## История
Бульвар Калпака проложен после сноса городских укреплений в 1860 году; его первоначальным названием было Эспланадная улица, поскольку он пролегал вдоль армейского плаца (эспланады), ныне являющегося одноимённым парком. Участок вдоль нынешнего парка Кронвалда был проложен и присоединён после 1864 года. С 1868 года улицу, в первую очередь, её часть вдоль Эспланады, стали называть бульваром, а в 1885 году этот бульвар был переименован в честь генерала Тотлебена, уроженца Митавы (нем. Todtleben Boulevard, латыш. Totlēbena bulvāris).
В 1901 году по части бульвара вдоль Стрелкового сада была проложена трамвайная линия, в 1902 продлённая до Саркандаугавы. Она существовала до конца 1940-х годов, когда была заменена троллейбусом.

Старые виды бульвара
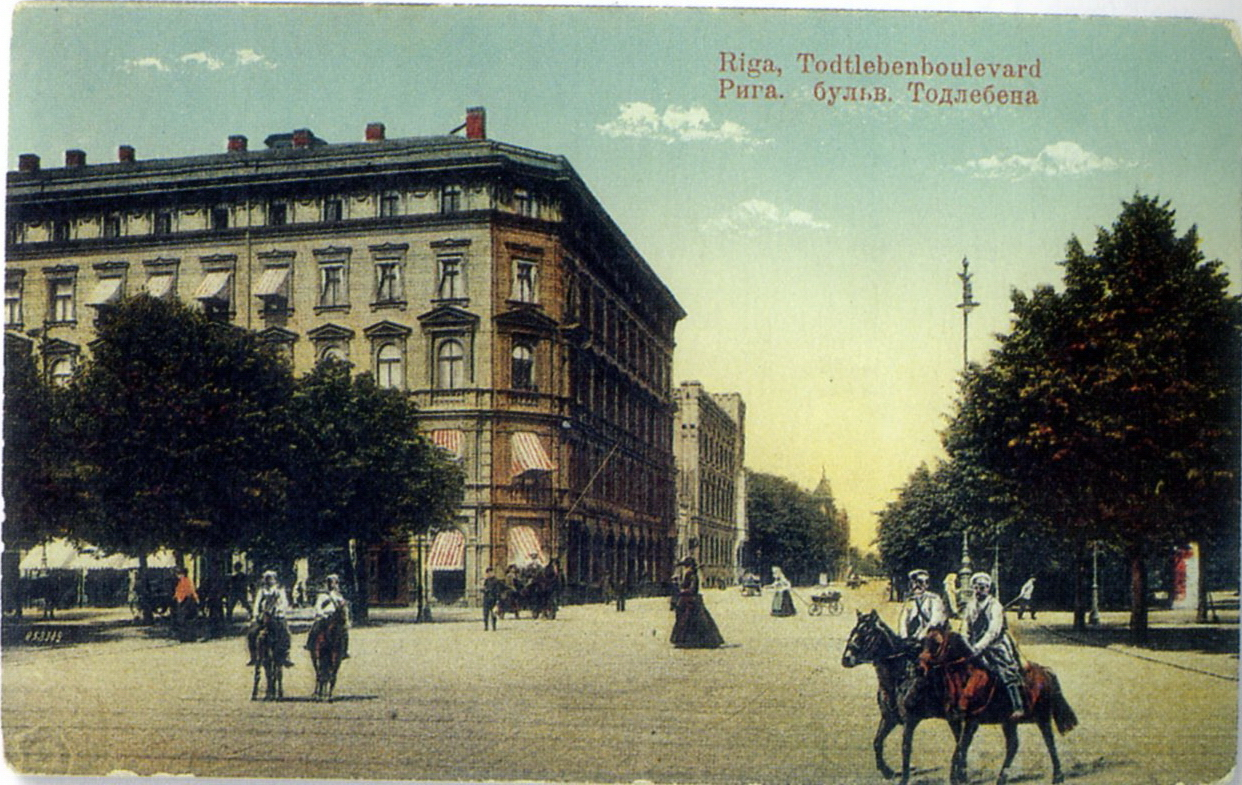
Вид от Александровского бульвара
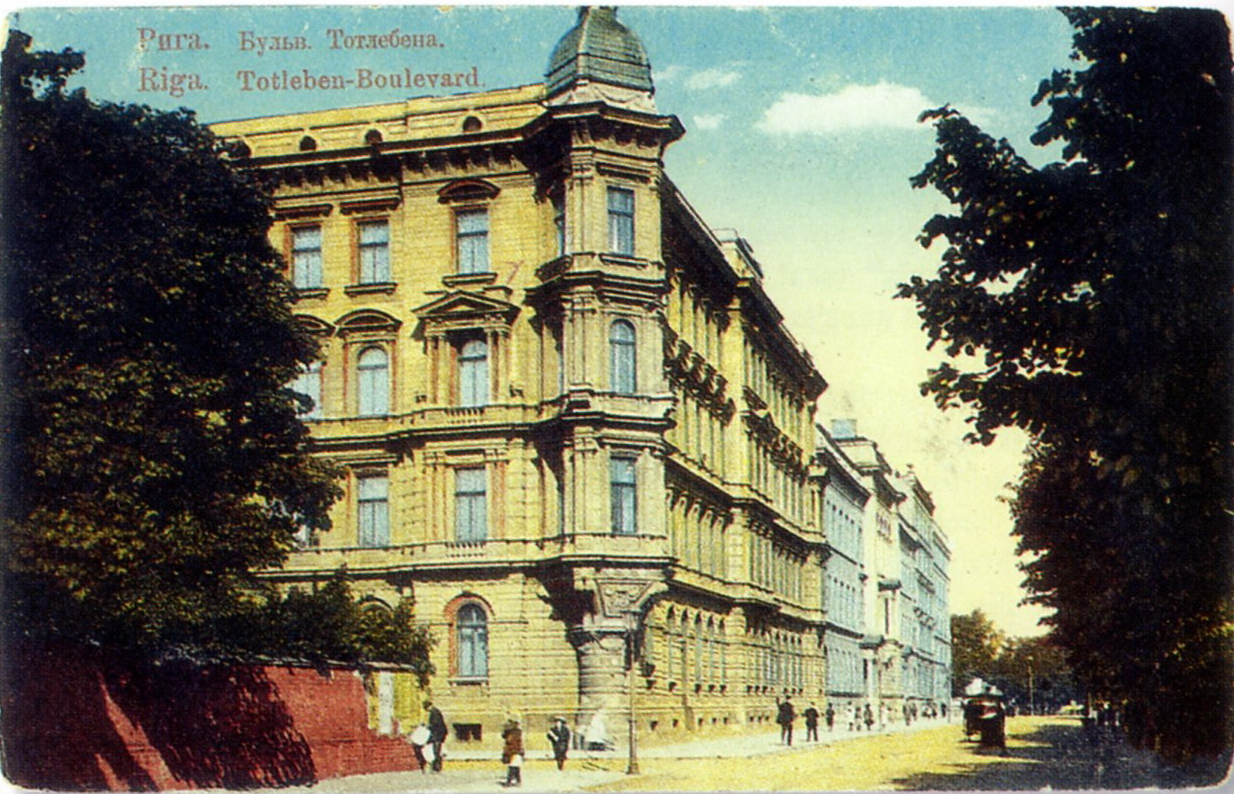
Вид от улицы Реймерса
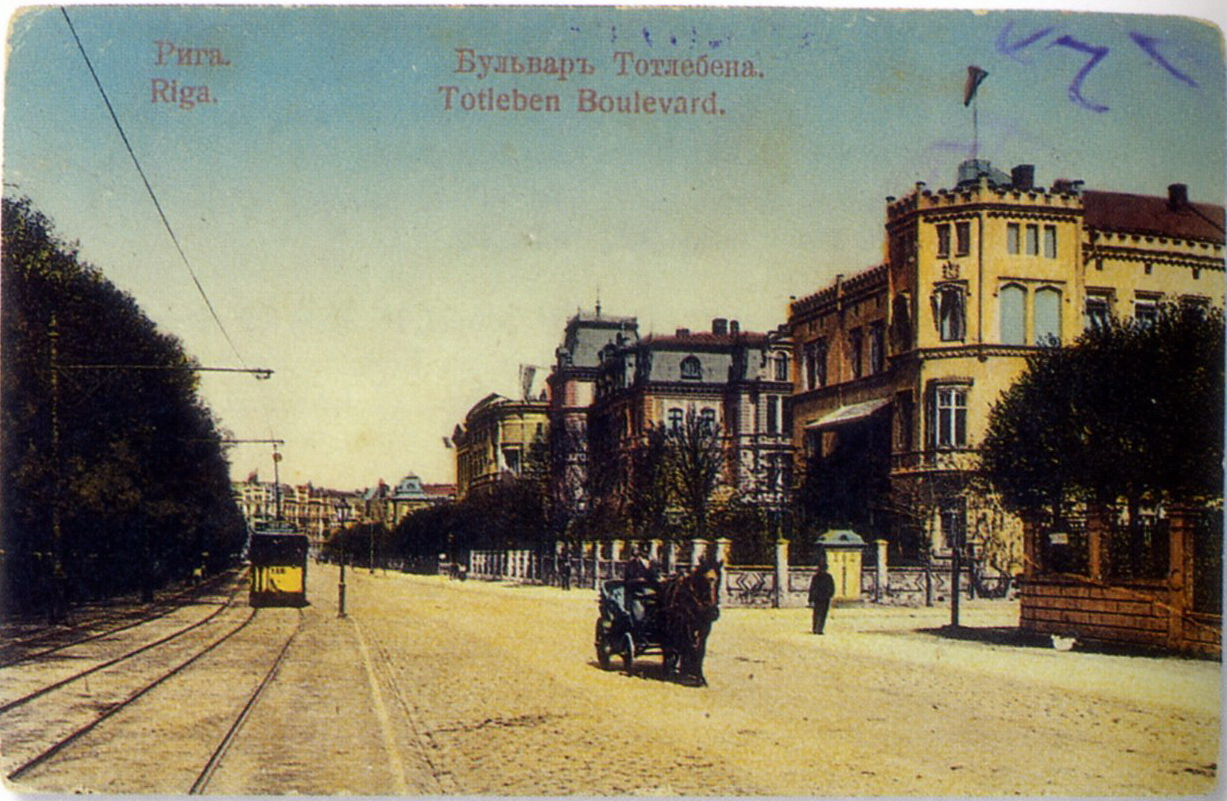
Вид от улицы Антонияс

Весной 1919 года, во время нахождения Риги под властью правительства Петра Стучки, бульвар на несколько недель был переименован в проспект Люксембург — в память убитой немецкой революционерки Розы Люксембург.
В 1923 году бульвар Тотлебена получил современное название — в честь полковника Оскара Калпакса. После присоединения Латвии к СССР в январе 1941 года переименован в бульвар Комунару (Коммунаров), поскольку это же название тогда носил и парк Эспланада. В годы немецкой оккупации (1942—1944) было временно восстановлено наименование улица Калпака (нем. Kalpakstraße); в 1944—1991 годах вновь именовался бульваром Комунару, а с 1991 года — снова бульваром Калпака.

## Транспорт
Общая длина бульвара Калпака составляет 854 метра. Проезжая часть полностью асфальтирована. На участке от бульвара Бривибас до улицы Кришьяня Валдемара движение одностороннее (к улице Кришьяня Валдемара), имеется три полосы движения, одна из которых выделена для общественного транспорта. На остальной части движение двустороннее, по две полосы в каждом направлении. По бульвару проходят многие автобусные и троллейбусные маршруты.
На всём протяжении бульвар Калпака является частью государственной автодороги P1.

## Застройка
Бульвар застроен в 1870-х — начале 1880-х годов, главным образом репрезентативными жилыми домами, каждый из которых является охраняемым памятником архитектуры. На отрезке, прилегающем к улице Элизабетес, ряд зданий построен с отступом на озеленение от красной линии улицы.
Нечётная сторона
- Дом № 1 — бывший купеческий особняк (1873—1874, архитектор Роберт Август Пфлуг). Памятник архитектуры регионального значения[10]. В настоящее время в здании размещается посольство Финляндии[11].
- Дом № 3 — бывший доходный дом Элриха (1873, архитектор Р. Пфлуг). Памятник архитектуры регионального значения[12]. В настоящее время в здании размещается посольство Украины[13].
- Дом № 5 — бывший доходный дом фон Раутенфельда (1878, архитектор Янис-Фридрих Бауманис). Памятник архитектуры регионального значения[14].
- Дом № 7 — бывший доходный дом Бекмана (1874—1879, архитектор Я.-Ф. Бауманис). Памятник архитектуры регионального значения[15].
- Дом № 9 — бывший доходный дом фон Станкевича (1874, архитектор Я.-Ф. Бауманис). Памятник архитектуры регионального значения[16].
- Дом № 11 — бывший доходный дом фон Шредера (1878, архитектор Генрих Шель). Памятник архитектуры регионального значения[17].
- Дом № 13 — бывшее Рижское коммерческое училище (1902—1905, архитектор Вильгельм Бокслаф), в настоящее время Латвийская академия художеств. Памятник архитектуры государственного значения[18].
- Дальнейшую часть нечётной стороны улицы занимает парк Эспланада.

Чётная сторона
- Угловой дом по бул. Бривибас, 21 — бывшая гостиница «Империал» (1876, архитектор Янис-Фридрих Бауманис).
- Дом № 4 — бывший особняк Людвига Вильгельма Керковиуса (1874—1878, архитектор Я.-Ф. Бауманис), в настоящее время научная библиотека Латвийского университета. Памятник архитектуры регионального значения[19].
- Дом № 6 — бывший доходный дом Керковиуса (1881, архитектор Я.-Ф. Бауманис). С 1992 года в здании размещается прокуратура Латвийской Республики[3]. Памятник архитектуры регионального значения[20].
- Дом № 8 — бывшая городская объединённая элементарная школа (1883—1885, архитектор Рейнгольд Шмелинг, скульптор Август Фольц). В советское время — средняя школа № 35[4], в настоящее время — начальная школа имени Валдиса Залитиса[латыш.][21]. Памятник архитектуры регионального значения[22].
- Дом № 10 — бывший доходный дом (1884, архитектор Карл Иоганн Фельско). Памятник архитектуры регионального значения[23].
- Угловой дом по ул. Кришьяня Валдемара, 8 — бывший доходный дом Матвея Семёновича Семёнова (1879, архитектор Я.-Ф. Бауманис). Памятник архитектуры регионального значения[24].
- Дальнейшую часть чётной стороны улицы занимает парк Кронвалда, в глубине которого расположено здание правления Рижского свободного порта (дом № 12, построен в 1971 году как «Молочный ресторан», позднее кафе «Ainava», архитектор Иосиф Гольденберг)[25].

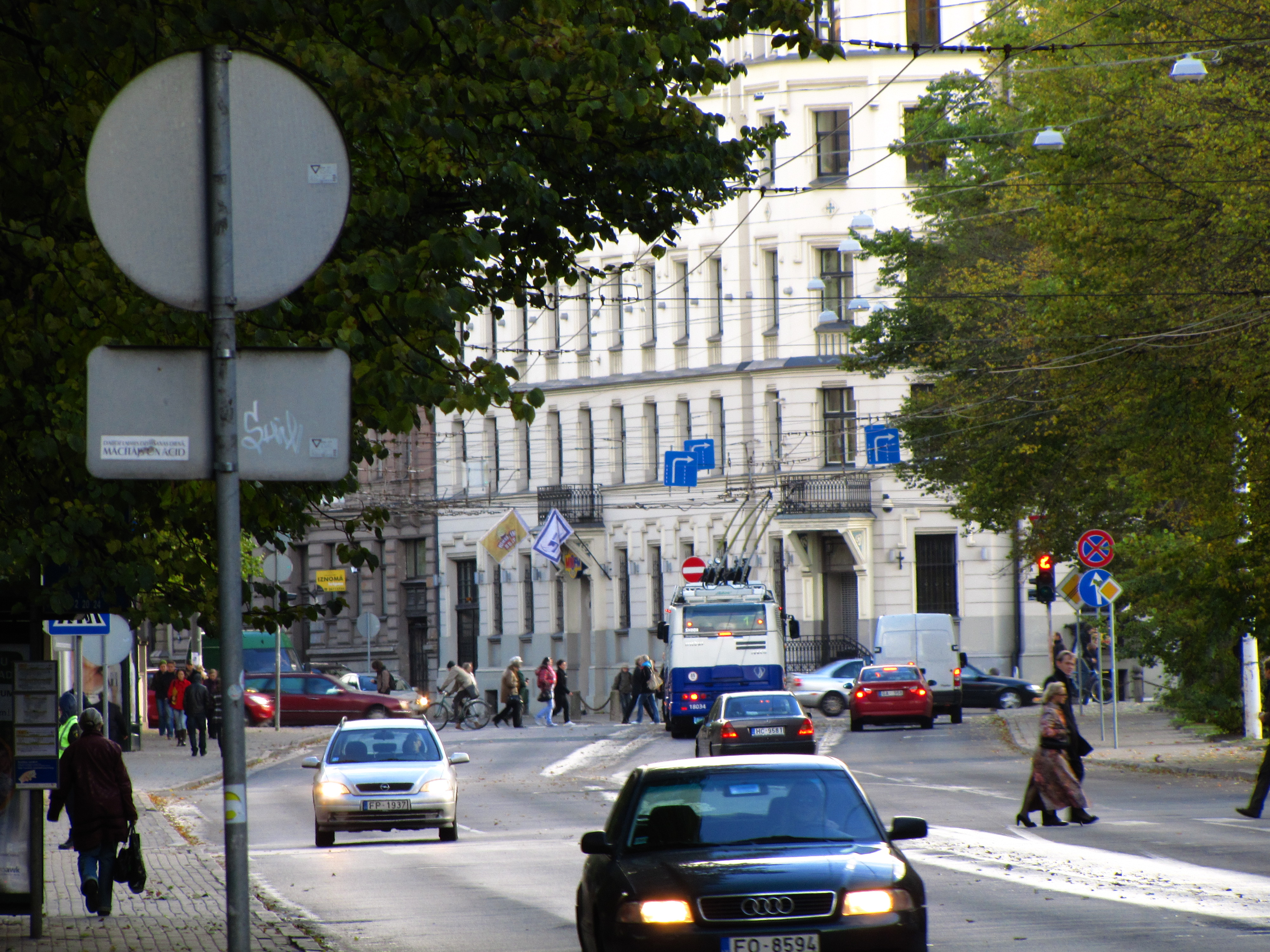
Вид в сторону ул. Элизабетес
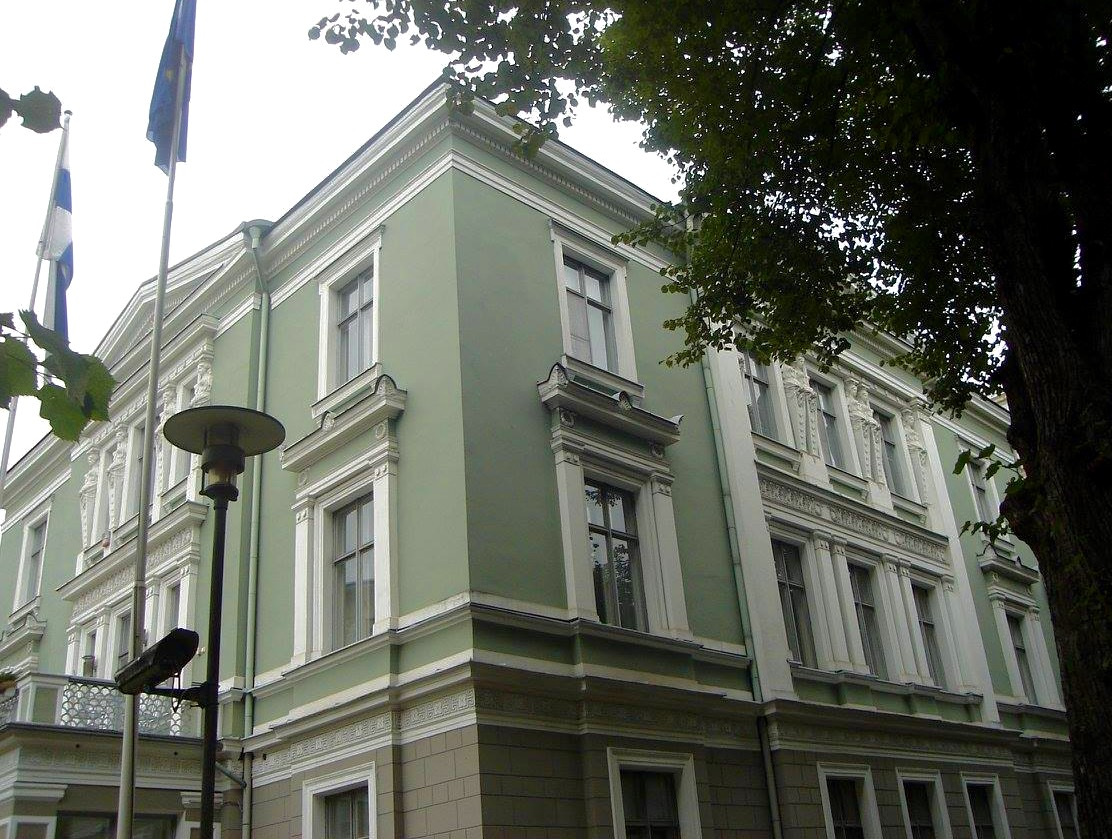
Дом № 1
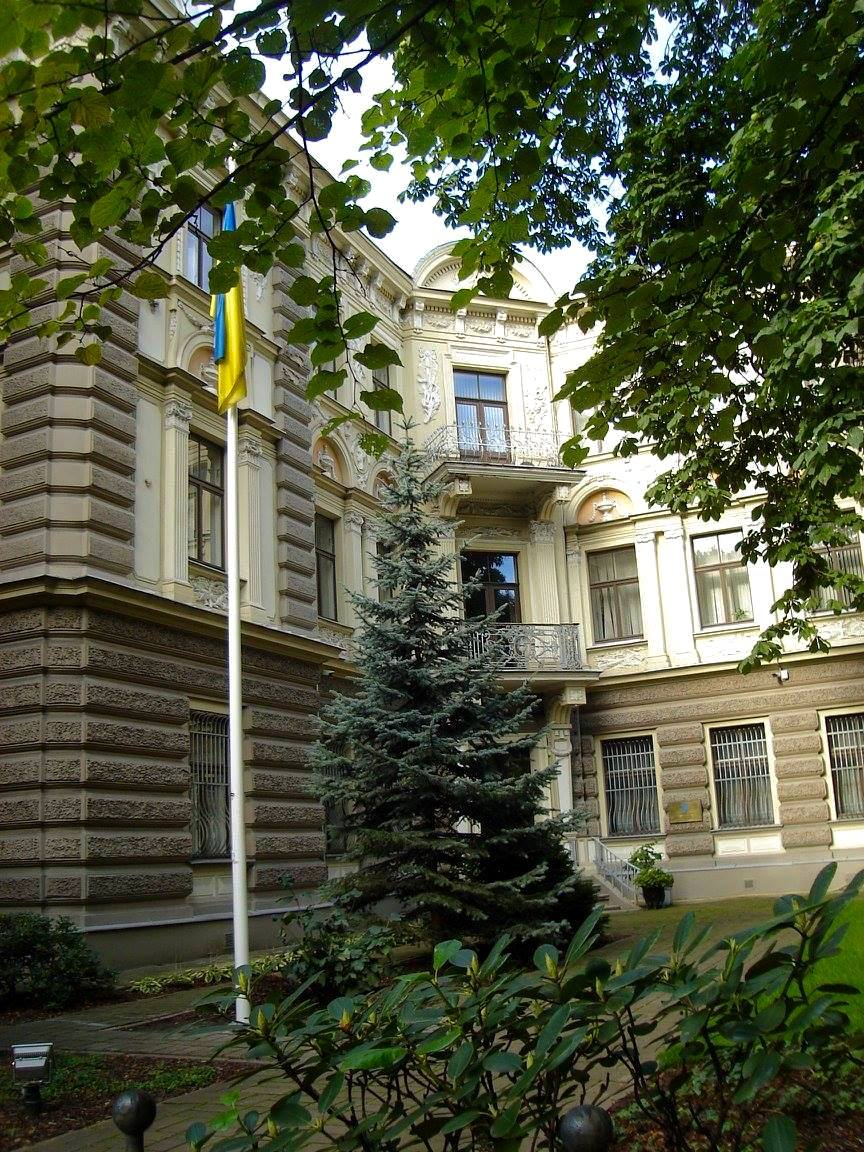
Дом № 3
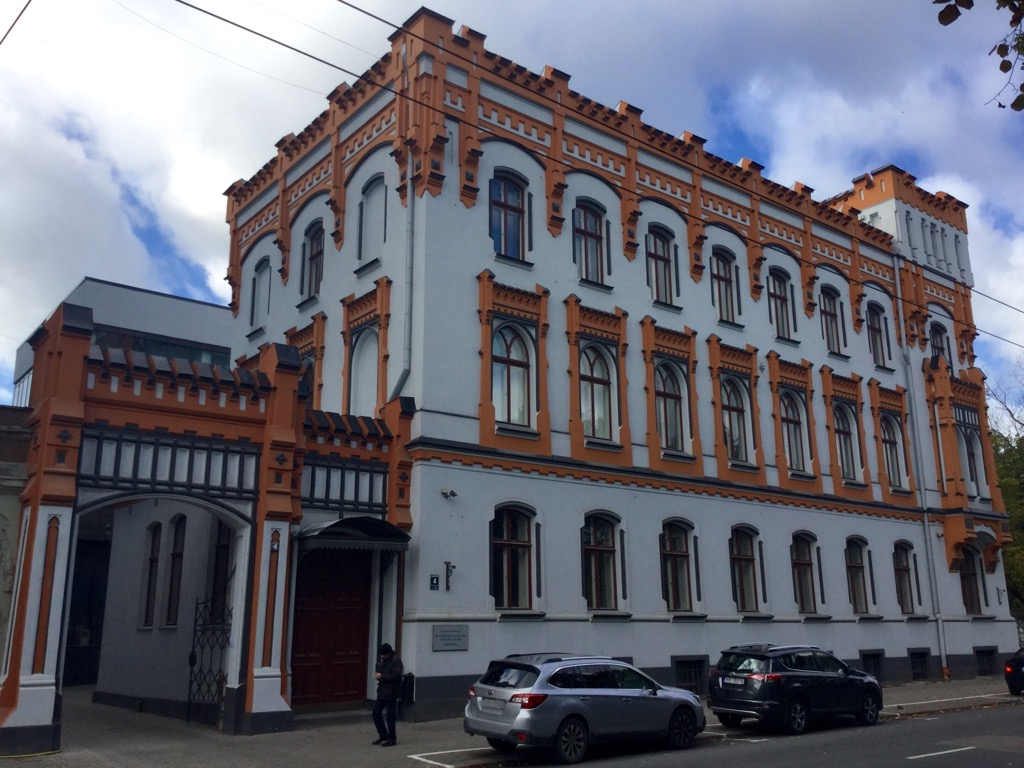
Дом № 4
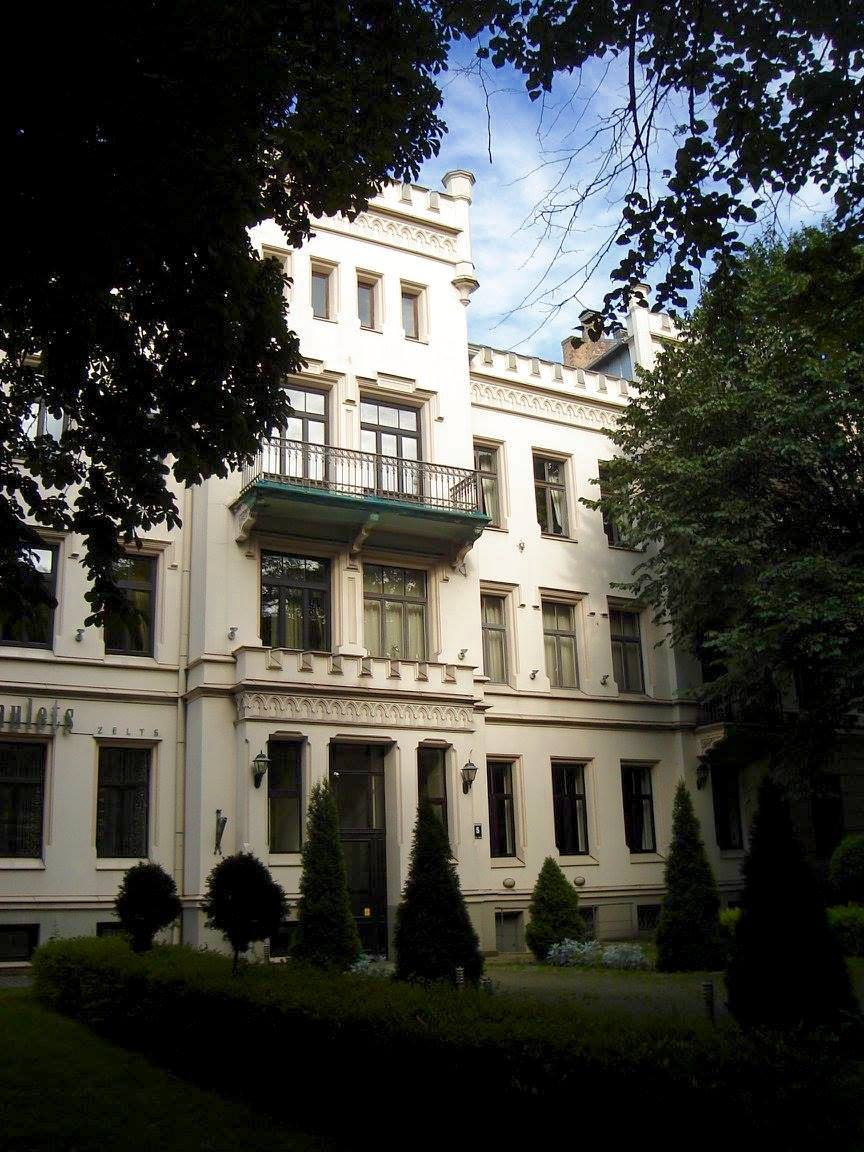
Дом № 5
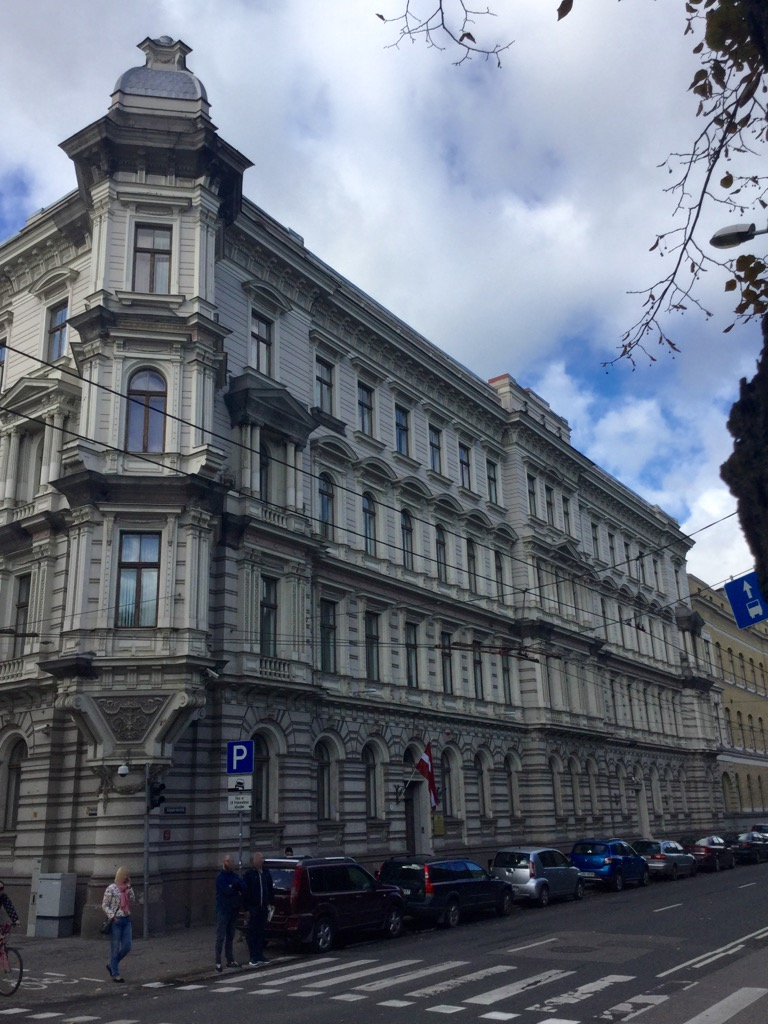
Дом № 6
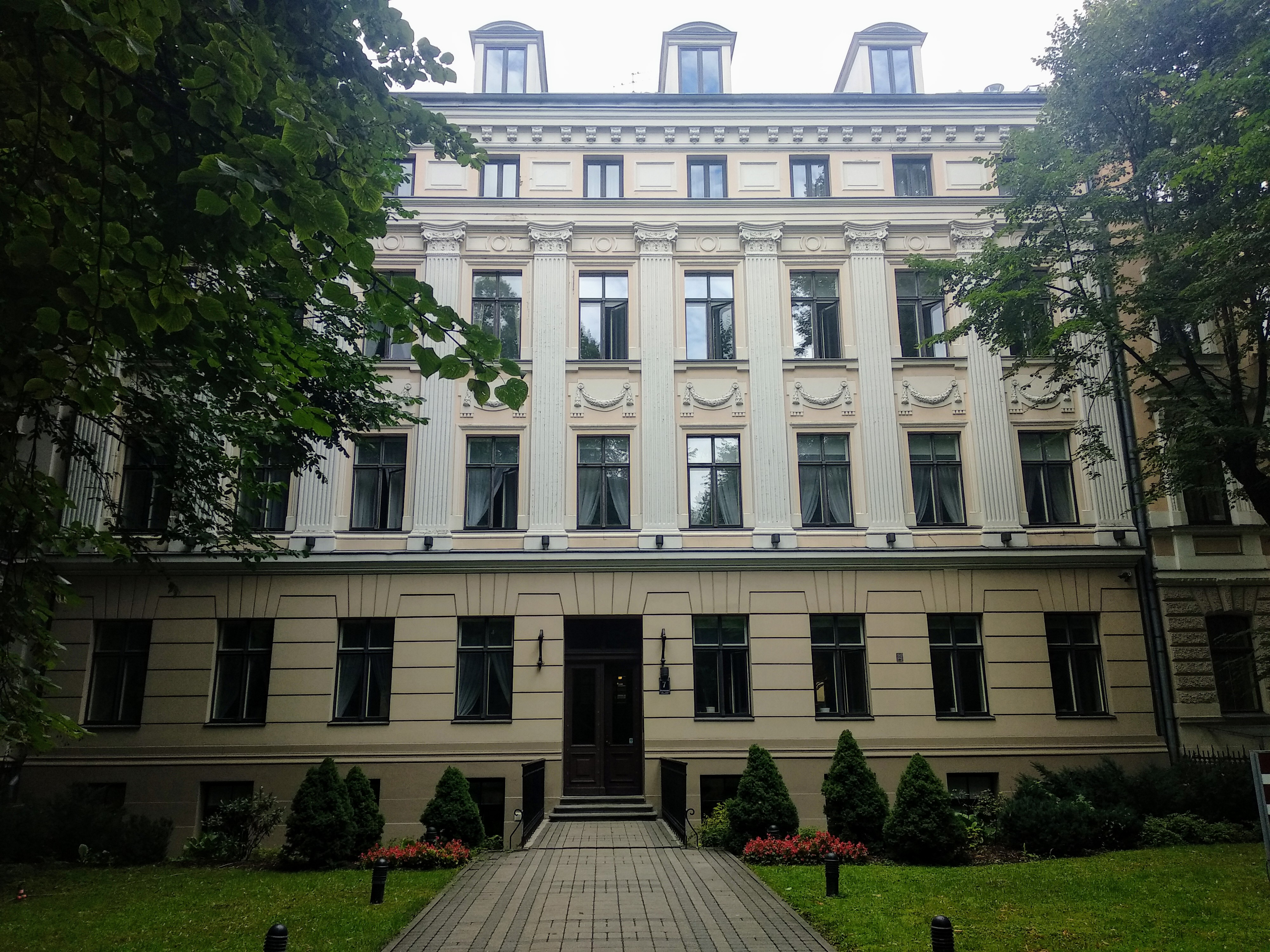
Дом № 7
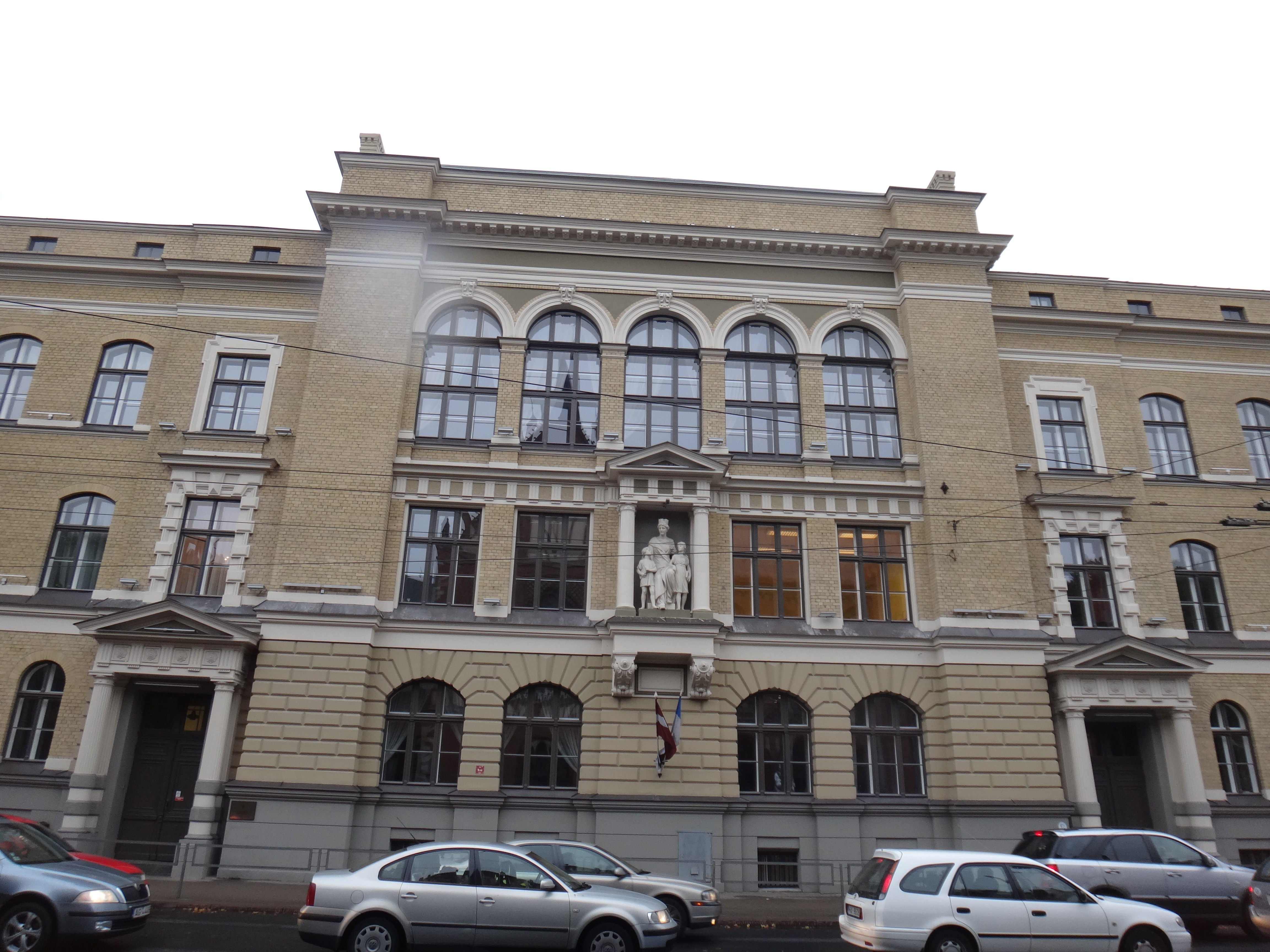
Дом № 8
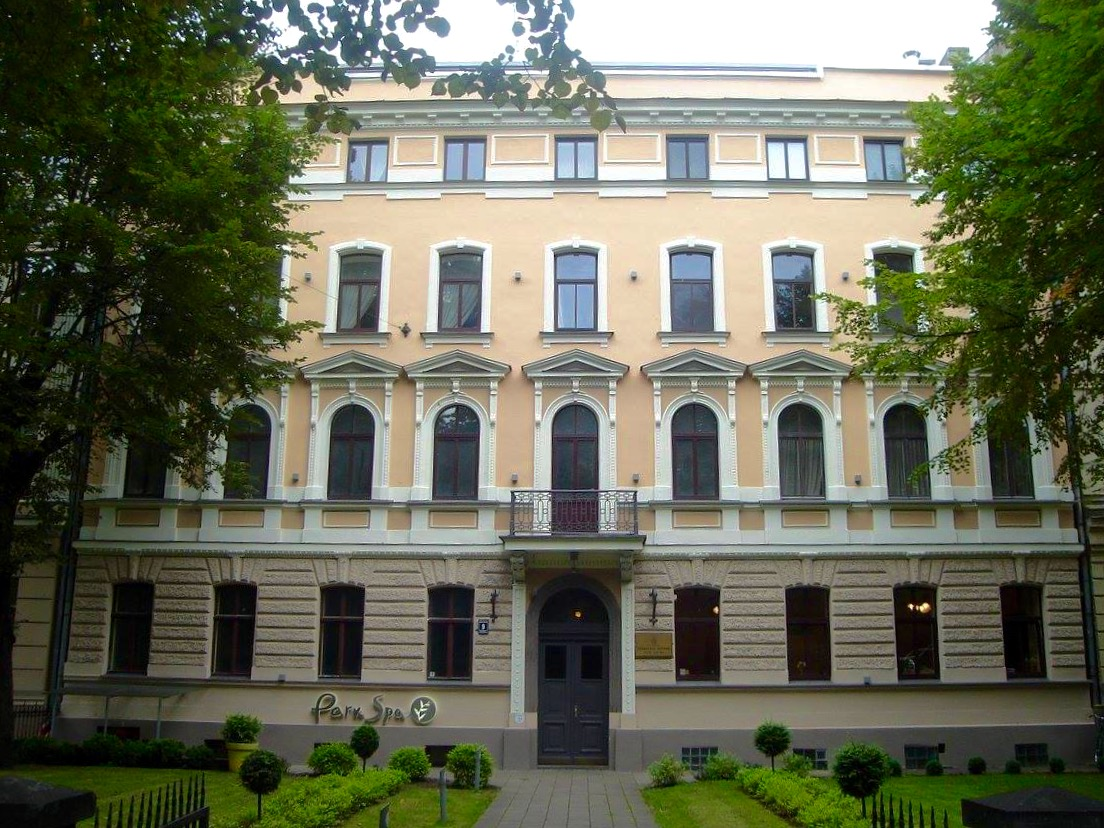
Дом № 9
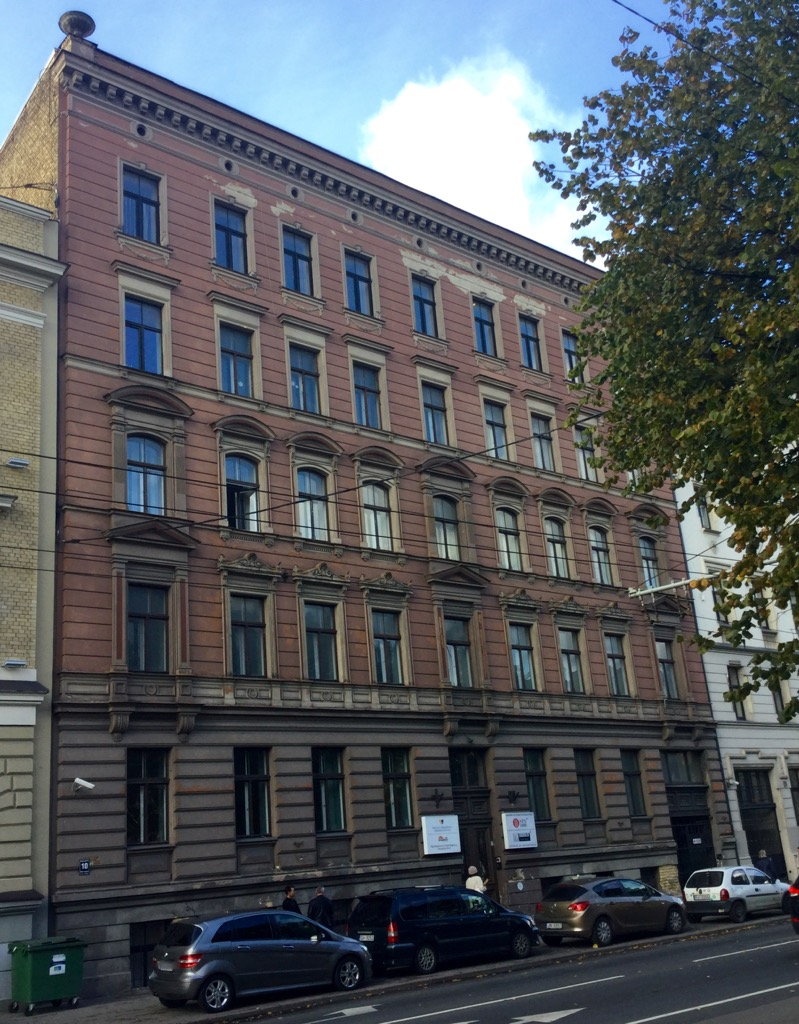
Дом № 10
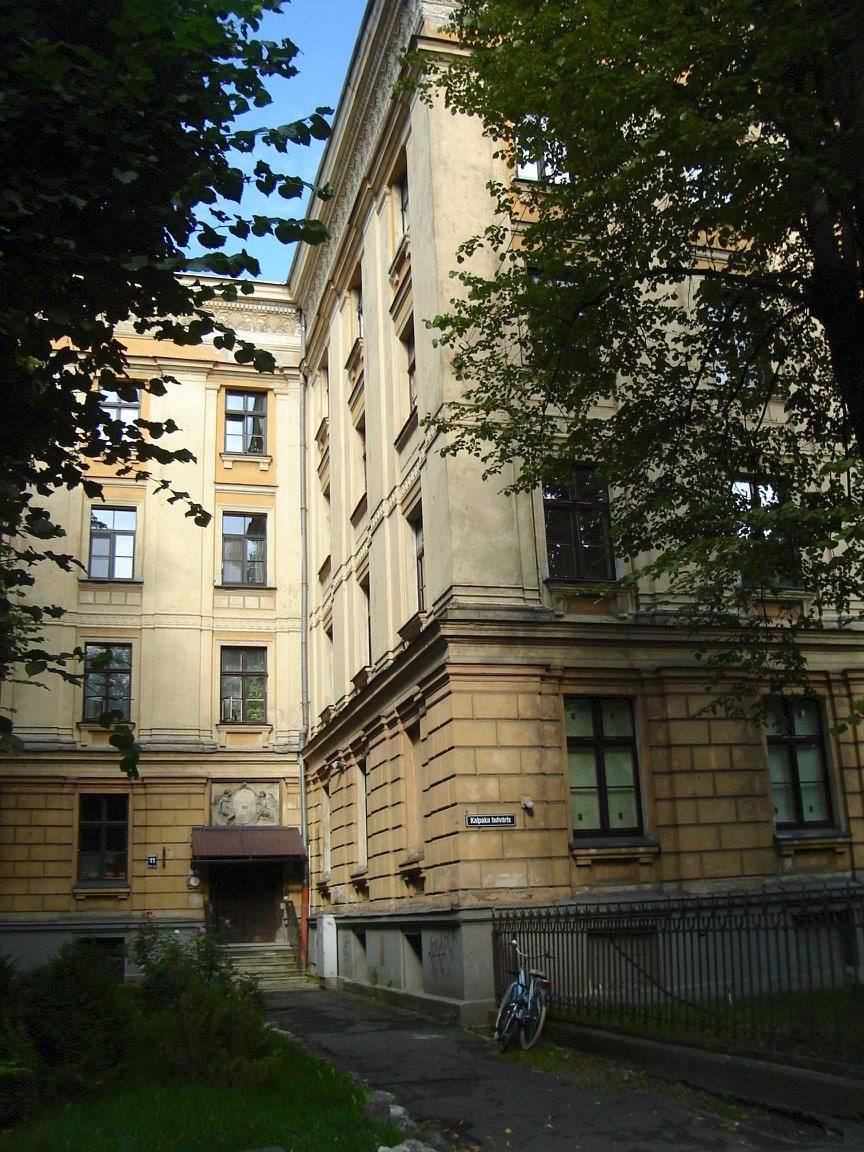
Дом № 11
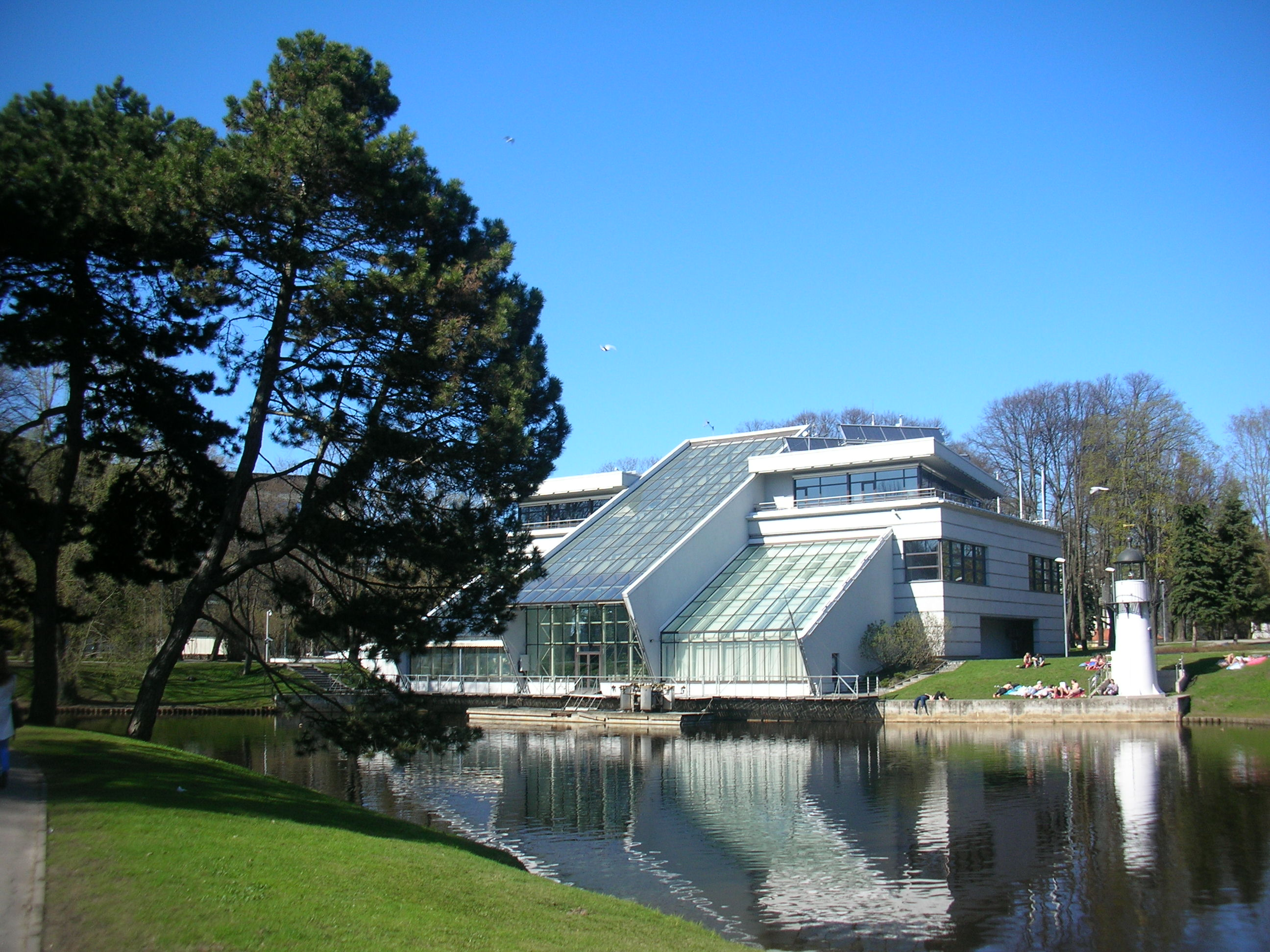
Дом № 12 и Городской канал
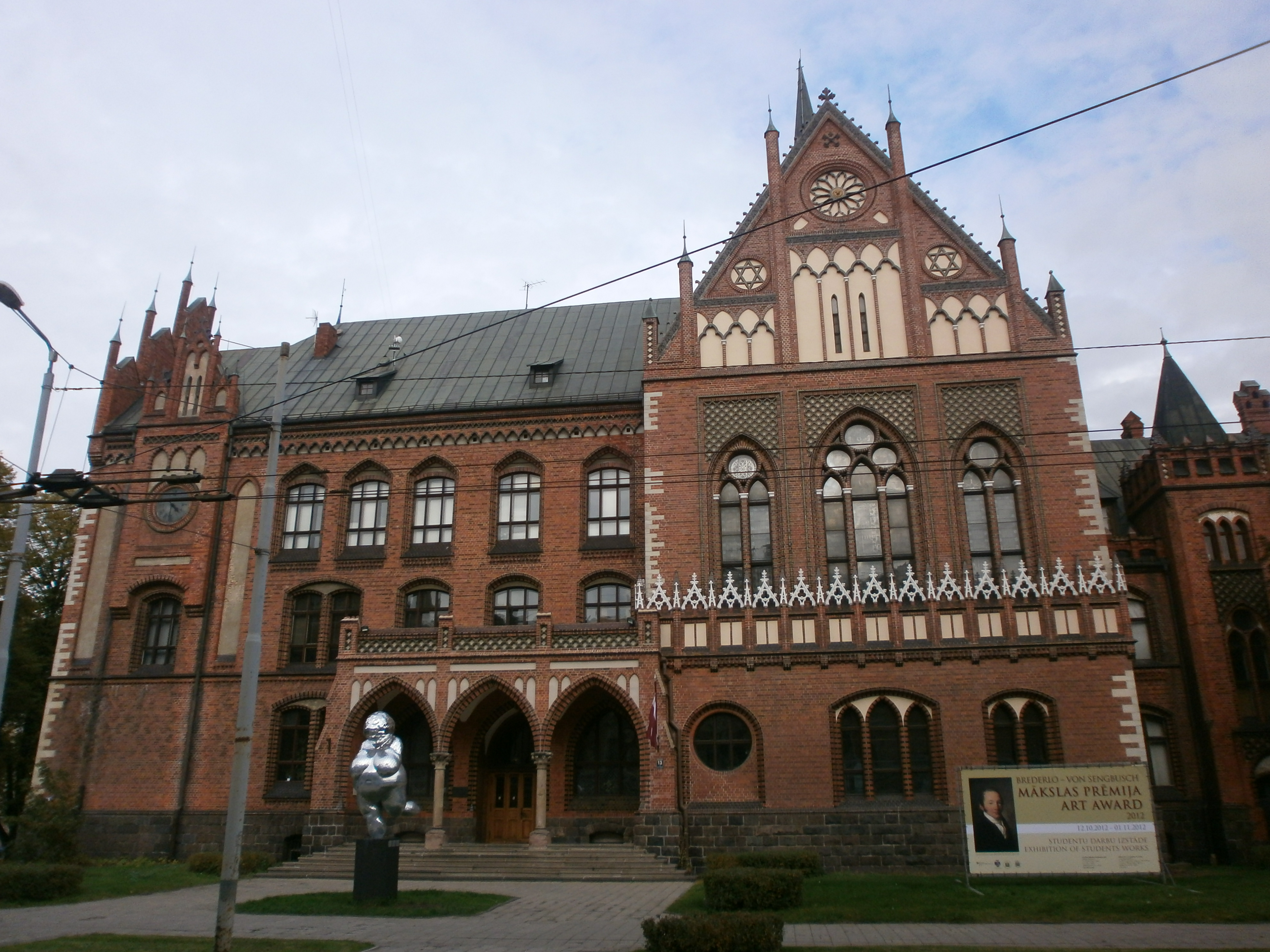
Дом № 13 (Академия художеств)
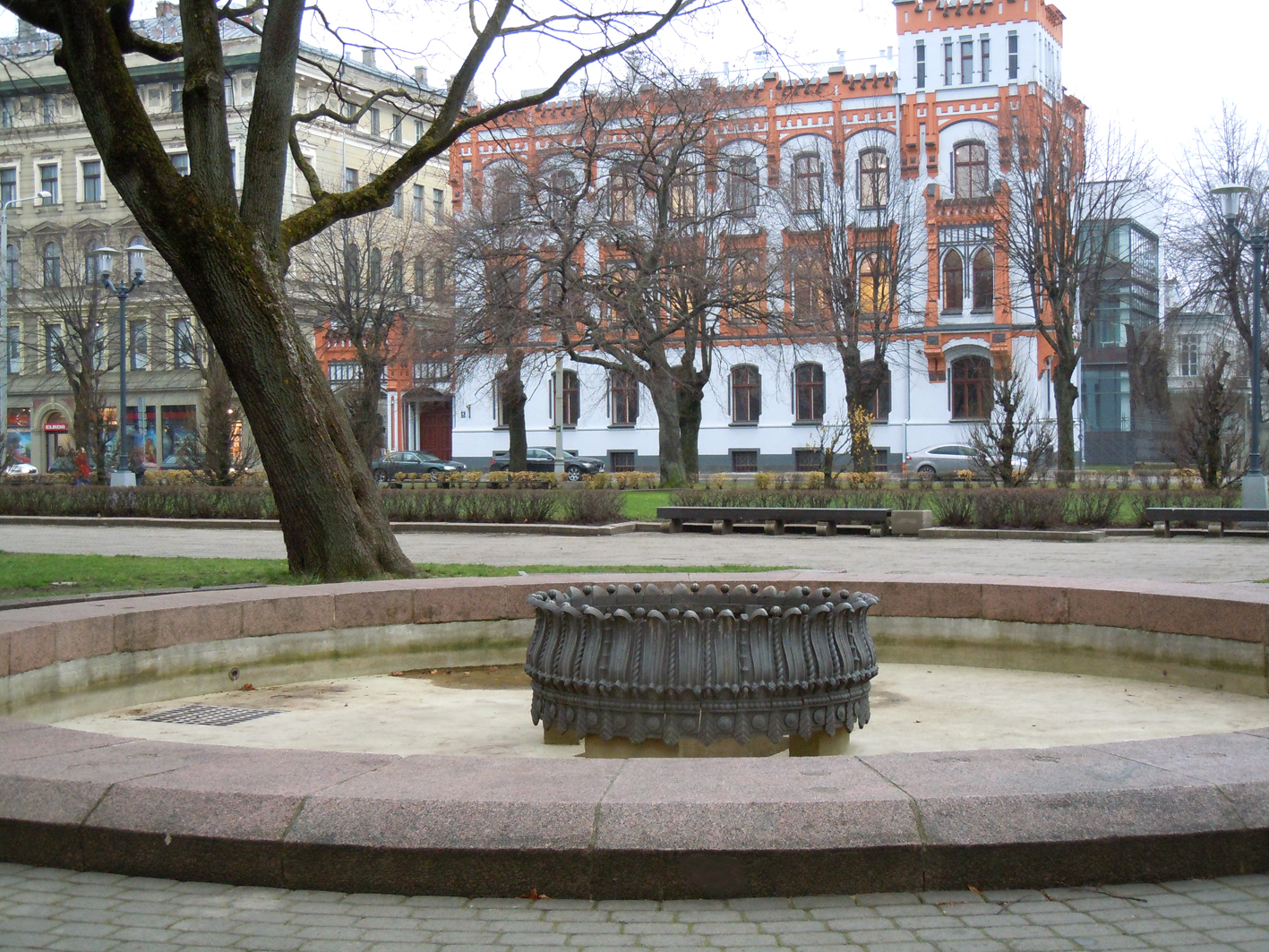
Вид из парка Эспланада на дом № 4
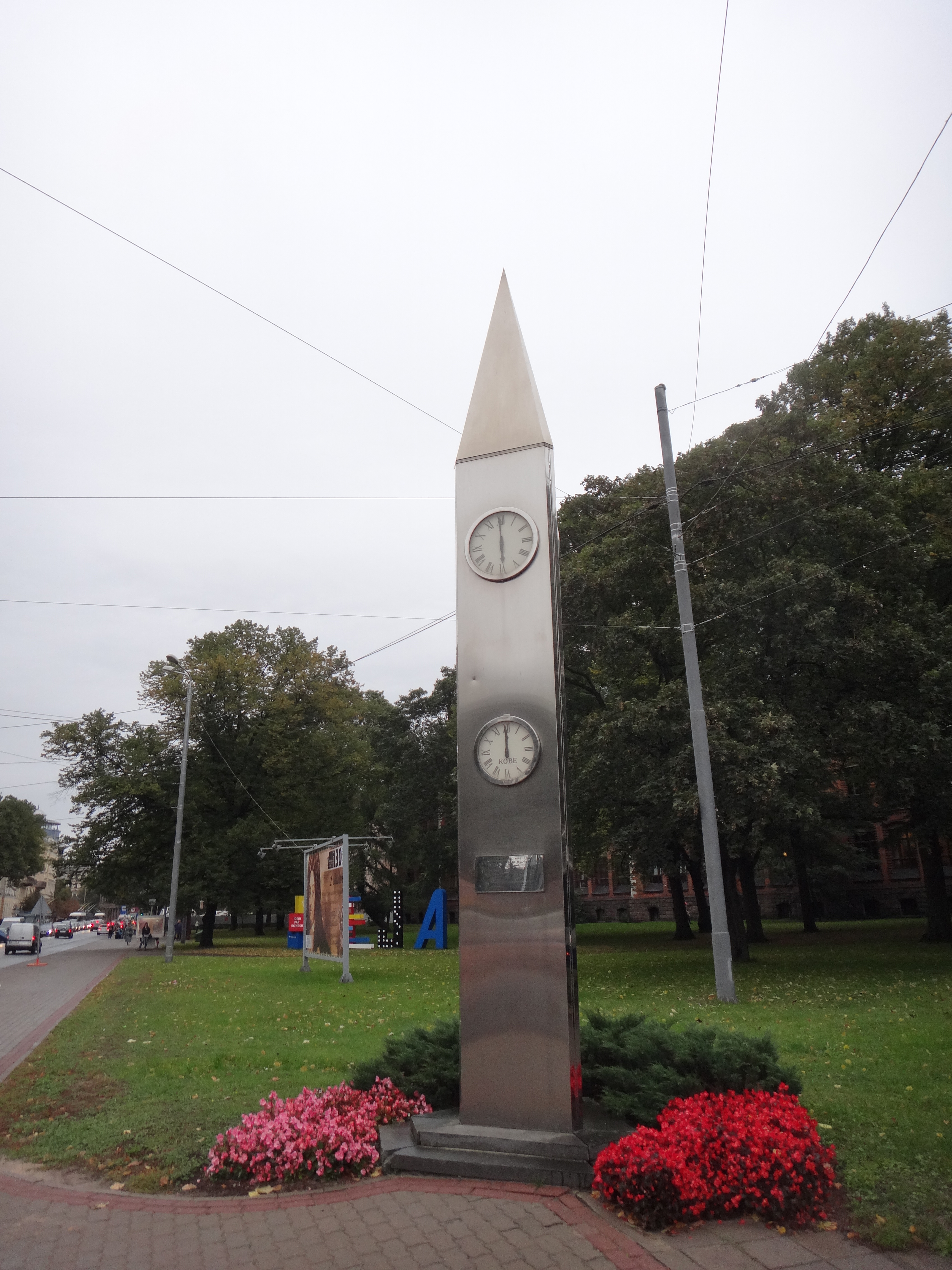
«Часы Кобе»

## Прилегающие улицы
Бульвар Калпака пересекается со следующими улицами:
- бульвар Бривибас
- улица Реймерса
- улица Кришьяня Валдемара
- улица Юра Алунана
- улица Независимости Украины
- улица Элизабетес
- улица Стрелниеку
- улица Пулквежа Бриежа